# Estación Loma Alta
Loma Alta era un Apeadero ubicado en la localidad homónima, provincia de Santa Fe, Argentina.
La estación fue habilitada en 1887 por el Ferrocarril Provincial de Santa Fe. Su clausura se efectuó en 1960.
Sus vías correspondía al ramal F9 del Ferrocarril General Belgrano.

## Servicios
No presta servicios de pasajeros ni de cargas y sus vías se encuentran desmanteladas.